# برنس إس ليكس (إنديانا)
برنس إس ليكس (بالإنجليزية: Princes Lakes town, Indiana)‏ هي بلدة تقع بولاية إنديانا في الولايات المتحدة. تبلغ مساحتها 3.90 كم2، وترتفع عن سطح البحر 250 م، بلغ عدد سكانها 1,312 نسمة في عام 2010 حسب إحصاء مكتب تعداد الولايات المتحدة وتصل الكثافة السكانية فيها 336.4 نسمة لكل كيلومتر مربع (871.3/ميل2).

## التركيبة السكانية
حدّد مكتب تعداد الولايات المتحدة بيانات التركيبة السكانية لبرنس إس ليكس في تعداد الولايات المتحدة. في ما يلي، التركيبة السكانية حسب تعدادي 2000 و2010.

### تعداد عام 2000
بلغ عدد سكان برنس إس ليكس 1,506 نسمة بحسب تعداد عام 2000، وبلغ عدد الأسر 597 أسرة وعدد العائلات 434 عائلة مقيمة في البلدة. في حين سجلت الكثافة السكانية 386.2 نسمة لكل كيلومتر مربع (1,000.3/ميل2). وبلغ عدد الوحدات السكنية 695 وحدة بمتوسط كثافة قدره 178.2 لكل كيلومتر مربع (461.5/ميل2).
وتوزع التركيب العرقي للبلدة بنسبة 98.94% من البيض و0.27% من الأمريكيين الأفارقة و0.07% من الأمريكيين الأصليين و0.27% من الأمريكيين ذوي الأصول الآسيوية و0.07% من الأعراق الأخرى و0.40% من عرقين مختلطين أو أكثر و1.06% من الهسبانيون أو اللاتينيون من أي عرق.
بلغ عدد الأسر 597 أسرة كانت نسبة 35.5% منها لديها أطفال تحت سن الثامنة عشر تعيش معهم، وبلغت نسبة الأزواج القاطنين مع بعضهم البعض 63.5% من أصل المجموع الكلي للأسر، ونسبة 5.7% من الأسر كان لديها معيلات من الإناث دون وجود شريك،  بينما كانت نسبة 3.5% من الأسر لديها معيلون من الذكور دون وجود شريكة وكانت نسبة 27.3% من غير العائلات. تألفت نسبة 21.1% من أصل جميع الأسر من عدة أفراد يعيشون في نفس المنزل ونسبة 8.5% كانت تتألف من شخص يعيش بمفرده يبلغ من العمر 65 عاماً أو أكثر. وبلغ متوسط حجم الأسرة المعيشية 2.52، أما متوسط حجم العائلات فبلغ 2.94.
بلغ العمر الوسطي للسكان 38.9 عاماً. وكانت نسبة 25% من القاطنين تحت سن الثامنة عشر، وكانت نسبة 5.2% بين الثامنة عشر والرابعة والعشرين عاماً، ونسبة 32.1% كانت واقعةً في الفئة العمرية ما بين الخامسة والعشرين والرابعة والأربعين عاماً، ونسبة 26.9% كانت ما بين الخامسة والأربعين والرابعة والستين، ونسبة 10.8% كانت ضمن فئة الخامسة والستين عاماً فما فوق. يوجد لكل 100 أنثى 97.6 ذكر، ويوجد لكل 100 أنثى في الثامنة عشر من عمرها فما فوق 96.0 ذكر.
بلغ متوسط دخل الأسرة في البلدة 46,339 دولارًا، أما متوسط دخل العائلة فبلغ 49,236 دولارًا. وكان متوسط دخل الذكور 36,417 دولارًا مقابل 25,000 دولارًا للإناث. وسجل دخل الفرد الخاص بالبلدة 19,378 دولارًا. وكانت نسبة 2.4% من العائلات ونسبة 6.2% من السكان تحت خط الفقر، وكان من هؤلاء نسبة 6.8% تحت سن الثامنة عشر ونسبة 8.6% في الخامسة والستين من العمر وما فوق.

### تعداد عام 2010
بلغ عدد سكان برنس إس ليكس 1,312 نسمة بحسب تعداد عام 2010، وبلغ عدد الأسر 528 أسرة وعدد العائلات 369 عائلة مقيمة في البلدة. في حين سجلت الكثافة السكانية 336.4 نسمة لكل كيلومتر مربع (871.3/ميل2). وبلغ عدد الوحدات السكنية 773 وحدة بمتوسط كثافة قدره 198.2 لكل كيلومتر مربع (513.3/ميل2).
وتوزع التركيب العرقي للبلدة بنسبة 98.78% من البيض و0.15% من الأمريكيين الأفارقة و0.38% من الأمريكيين الأصليين و0.30% من الأمريكيين ذوي الأصول الآسيوية و0.08% من الأعراق الأخرى و0.30% من عرقين مختلطين أو أكثر و0.91% من الهسبانيون أو اللاتينيون من أي عرق.
بلغ عدد الأسر 528 أسرة كانت نسبة 31.2% منها لديها أطفال تحت سن الثامنة عشر تعيش معهم، وبلغت نسبة الأزواج القاطنين مع بعضهم البعض 57% من أصل المجموع الكلي للأسر، ونسبة 8.3% من الأسر كان لديها معيلات من الإناث دون وجود شريك،  بينما كانت نسبة 4.5% من الأسر لديها معيلون من الذكور دون وجود شريكة وكانت نسبة 30.1% من غير العائلات. تألفت نسبة 23.9% من أصل جميع الأسر من عدة أفراد يعيشون في نفس المنزل ونسبة 6.4% كانت تتألف من شخص يعيش بمفرده يبلغ من العمر 65 عاماً أو أكثر. وبلغ متوسط حجم الأسرة المعيشية 2.48، أما متوسط حجم العائلات فبلغ 2.94.
بلغ العمر الوسطي للسكان 42.5 عاماً. وكانت نسبة 23% من القاطنين تحت سن الثامنة عشر، وكانت نسبة 6.6% بين الثامنة عشر والرابعة والعشرين عاماً، ونسبة 24.8% كانت واقعةً في الفئة العمرية ما بين الخامسة والعشرين والرابعة والأربعين عاماً، ونسبة 34.6% كانت ما بين الخامسة والأربعين والرابعة والستين، ونسبة 11% كانت ضمن فئة الخامسة والستين عاماً فما فوق. وتوزع التركيب الجنسي للسكان بنسبة 48.5% ذكور و51.5% إناث.